# Šmankote, babičko, čaruj!
Šmankote, babičko, čaruj! je česká filmová rodinná komedie z roku 1998 režiséra Zdeňka Havlíčka.

## Herecké obsazení
| Valerie Kaplanová        | babička Filoména     |
| Lucie Vondráčková        | Esterka              |
| Naďa Konvalinková        | bába Agáta           |
| Radoslav Budáč           | Jakub                |
| Jan Přeučil              | kníže Darjabád       |
| Vendula Ježková          | Klárka               |
| Daniela Rainischová      | Víla                 |
| Ludmila Forétková mladší | Bludička             |
| Miloš Vosmanský          | Vodník               |
| Miroslav Kasprzyk        | strašidlo Rozcestník |
| Vladislav Georgiev       | Bonifác              |
| Zdeněk Julina            | Hejkal               |